# کارینا
کارینا یکی از شهرهای فنلاند است.